# Théâtre indien

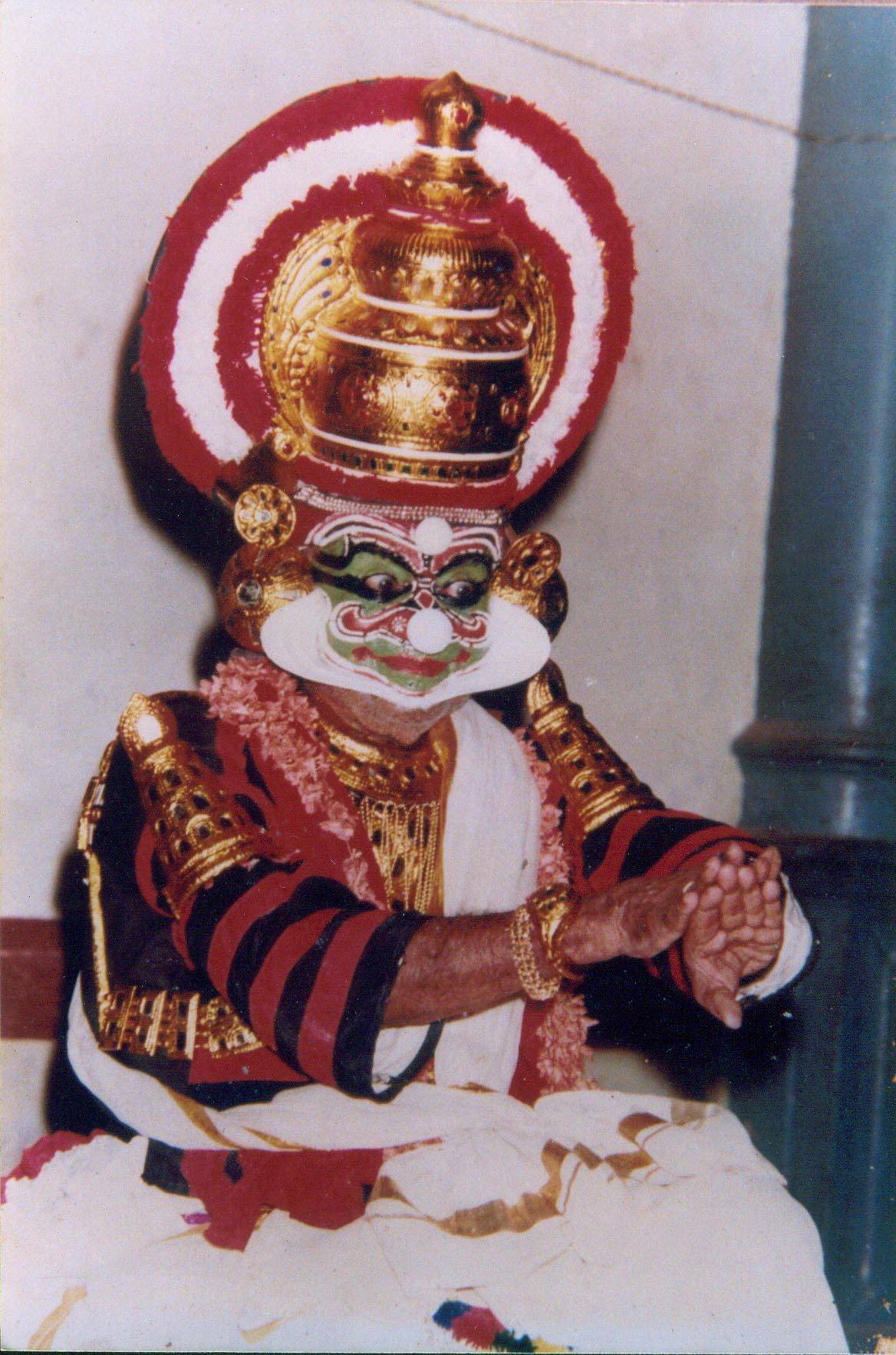
Le Kutiyattam- 2000 année vieille tradition de théâtre indienne.
Artiste- Mani Madhava Chakyar

Le théâtre indien traditionnel est entièrement codifié et symbolique, et intimement lié à la danse et à la musique. 
Tout comme la comédie et la tragédie dans l'antiquité grecque, le théâtre indien trouve son origine dans divers rituels religieux.

## Histoire
L'art dramatique remonte probablement à la période la plus ancienne de l'Inde védique. Par la suite, comme pour la tragédie grecque, le drame indien tire une partie de ses sujets des légendes héroïques. C'est de l'épopée que le drame se rapproche le plus étroitement par ses origines. Les antiques déclamations des rhapsodes (itihâsas) aboutissent simultanément à deux genres voisins, l'épopée savante (mahâkâvya) et la comédie héroïque (nâțaka),.
Jan Gonda voit l'origine des représentations théâtrales effectuées à l'occasion des fêtes annuelles (yātrā) dans divers rituels destinés à assurer la prospérité de l'année à venir : le sacrifice à Rudra Tryambaka ; le mahâvrata, fête du solstice d'hiver célébrée en l'honneur d'Indra, mais qui ritualise des réjouissances populaires. Au centre de ce rituel, on trouve la danse - origine de l'art dramatique dit nâțakam « danse » - et le feu, en l'occurrence celui du solstice. Le Chant de l'Année du mahâvrata serait ainsi le prototype de la nândī « bénédiction, strophe chantée formant partie intégrante du prologue dans le drame classique »,
Le Nâtya-shâstra,  traité antique donnant les bases du théâtre indien, assimile ainsi la représentation théâtrale à un sacrifice. Liée au mahâvrata, celle-ci commémore le combat des dieux contre les asuras. Le déroulement du spectacle apporte diverses confirmations, notamment avec l'identification des principaux personnages à des dieux : le directeur (sūtradhāra) à Brahmā, le héros (nāyaka) à Indra, le bouffon (Vidūṣaka) à Varuna, l'héroïne (nāyikā-) à Sarasvati, Vāc et Sri,.
L'auteur supposé du Nâtya-shâstra se nomme Bharata et l'acteur Bhārata, forme dont est issu le nom actuel de la caste des rhapsodes dite Bhât. Les Bhārata constituent un des grands peuples de l'Inde védique et leur ancêtre éponyme est Agni. Or, Agni que désigne fréquemment cette forme dans le Rig-Véda est mentionné comme le « protecteur des prêtres, poètes, chanteurs et voyants ». Sous le nom de Narāśaṃsa « barde », Agni Bharata était ainsi un patron naturel pour les acteurs dramatiques et les acteurs.
Pourtant, dans l'Inde classique, ce n'est pas Agni qui préside à l'art dramatique. Dieu typiquement brahmanique, il a été remplacé par deux dieux issus des cultes populaires, Rudra-Shiva et Krishna.
Pour sa part, Paul Thieme opte pour l'antériorité du théâtre d'ombres

## Caractéristiques
Il n'y a que très peu de décor et l'intrigue n'est qu'un prétexte à la représentation par l'acteur des émotions et des sentiments humains. L'art dramatique indien recherche à mener le spectateur vers un état de sérénité et de jouissance esthétique. Les dialogues entre les personnages, ou plus généralement les prises de parole de l'acteur, combinent tantôt des parties en prose, tantôt des parties en vers, sans jamais laisser une de ces méthodes d'énonciation prendre le dessus sur l'autre, et la refouler complètement, comme ce fut le cas en Europe. Les sources d'inspiration traditionnelles se trouvent dans la mythologie et la religion. Le Mahābhārata et le Rāmāyaṇa, par exemple, constituent un réservoir d'épisodes souvent mis en scène.
Il existe, en dehors des formes codifiées perpétuées depuis des siècles, un théâtre contemporain dont les orientations sont des plus diverses : adaptation et recréation à partir des modèles anciens, inspiration occidentale ou mélange des deux.

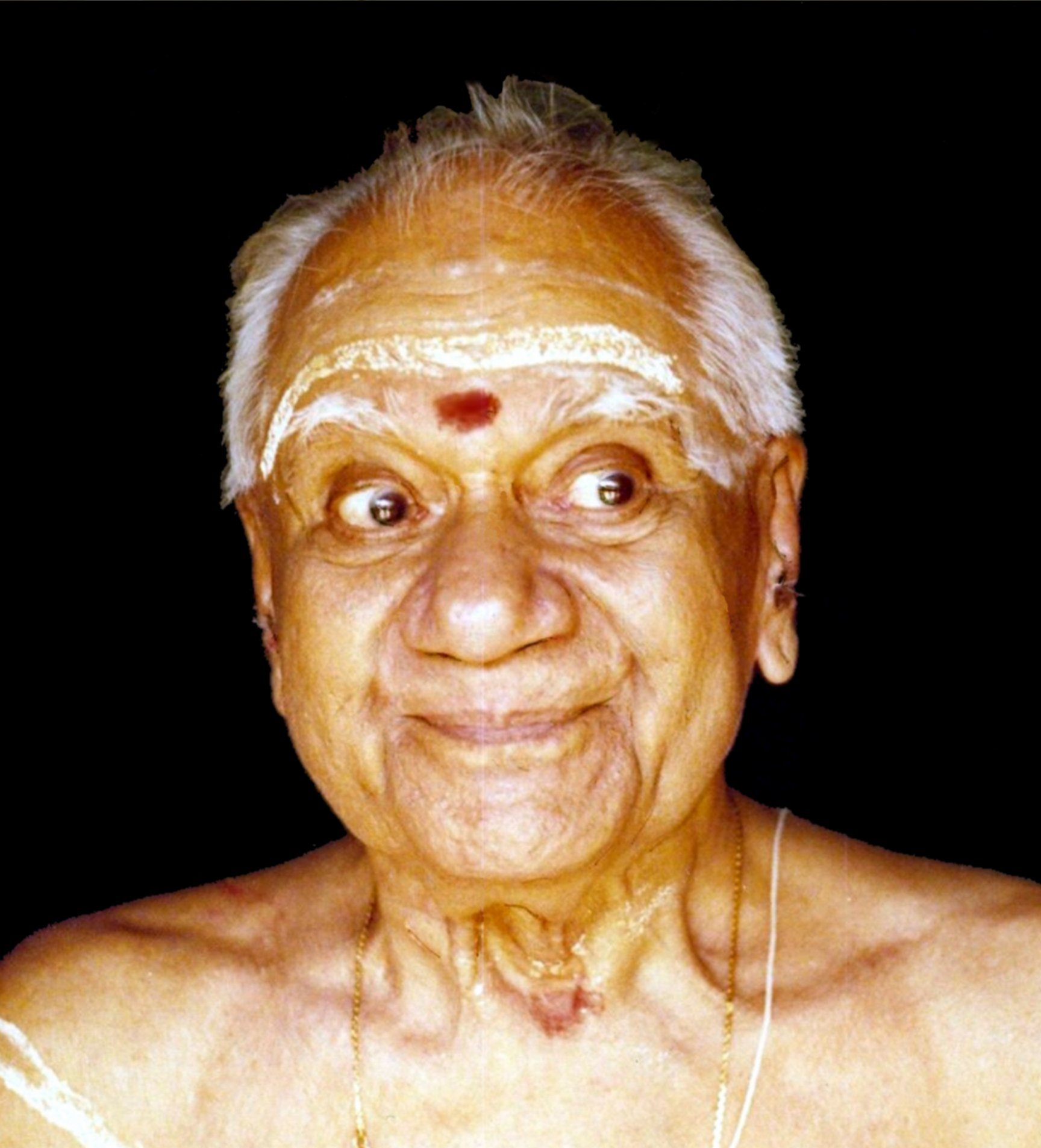
Sattvikabhinaya (Sringāra rasābhinaya) par Gurû Mâni Mâdhava Châkyâr

L'Abhinaya (l'art de la représentation) est divisé en quatre techniques de jeu :
- Angikabhinaya (stylisation de la gestuelle)
- Vachikabhinaya (modulation de la voix parlée ou chantée)
- Aharyabhinaya (habillage, maquillage et décoration)
- Sattvikabhinaya (expression muette des sentiments).

## Traductions
- Le théâtre de Kālidāsa (« Śakuntalā au signe de reconnaissance », « Urvaśī conquise par la vaillance », « Mālavikā et Agnimitra »), traduit du sanskrit et du prākrit, présenté et annoté par Lyne Bansat-Boudon, Connaissance de l'Orient, Gallimard, 1996.